# Clima de Finlandia

Mapa de la clasificación climática de Köppen de Finlandia.

En el clima de Finlandia influye sobre todo la latitud. Debido a la ubicación septentrional de Finlandia, el invierno se percibe como la estación más larga. Solo en la costa meridional y en el sureste el verano es tan largo como el invierno. En promedio, el invierno se prolonga desde comienzos de enero hasta finales de febrero en las islas más externas del archipiélago y las localidades más cálidas a lo largo de la costa suroccidental, en particular en Hanko. Por el contrario, dura de comienzos de octubre a mediados de mayo en las localidades más elevadas en el noroeste de Laponia y en los valles más bajos en el nordeste de Laponia. Esto se traduce en que el sur del país está cubierto de nieve unos tres o cuatro meses del año, mientras que el norte lo está unos siete meses. El largo invierno hace que cerca de la mitad de la precipitación anual (unos 500 o 600 mm) caiga en forma de nieve. En el sur, la precipitación anual es de unos 600 o 700 mm, pero la nieve supone una proporción menor.
En la clasificación climática de Köppen, Finlandia pertenece al grupo Df (climas continentales subárticos o boreales). La costa meridional es Dfb (continental sin estación seca, con verano suave), mientras que el resto del país es Dfc (subártico sin estación seca, con verano fresco).
El Océano Atlántico al oeste y el continente eurasiático al este interactúan y modifican el clima de Finlandia. Las aguas cálidas de la corriente del Golfo y la corriente del Atlántico Norte desempeñan un importante papel en la configuración del clima de Noruega, Suecia y Finlandia, ya que contribuyen a calentar continuamente la región; de no ser por estas corrientes, los inviernos en Escandinavia y Fenoscandia serían mucho más crudos. Los vientos del oeste llevan las corrientes de aire cálido a las áreas bálticas y a las costas del país, moderando las temperaturas invernales. Este efecto es especialmente notable en el sur y suroeste, en ciudades como Helsinki y Turku, donde las máximas en invierno tienden a estar comprendidas entre los 0 y los 5 °C, pero, en una ola de frío como la ocurrida a mediados de enero de 2016, pueden llegar a bajar bien por debajo de los -20 °C. Estos vientos vienen acompañados de nubes asociadas a sistemas meteorológicos que también reducen la cantidad de luz solar que recibe la región en verano. En contraste, el sistema continental de altas presiones situado sobre el continente eurasiático contrarresta las influencias marítimas, causando ocasionalmente inviernos severos y altas temperaturas en verano.

## Temperaturas
La temperatura media anual más cálida en el suroeste de Finlandia es de 6,5 °C. Desde ahí, la temperatura decrece gradualmente según nos desplazamos al norte y al este. Las divisorias de aguas de Suomenselkä y Maanselkä se elevan por encima de las áreas circundantes, y el clima es más frío que en otras zonas de Finlandia en la misma latitud. El Mar de Barents entre Finlandia y el Polo Norte está abierto incluso en invierno, por lo que las corrientes del norte no son tan frías como en Siberia o Alaska.
La temperatura más alta registrada es de 37,2 °C (Liperi, 29 de julio de 2010). La más baja, de −51.5 °C (Kittilä, 28 de enero de 1999). La temperatura media anual es relativamente alta en el suroeste del país (de 5 a 7,5 °C), con inviernos suaves y veranos relativamente cálidos, pero es más baja en el nordeste de Laponia (de 0 a −4 °C).
Temperaturas extremas para cada mes:
| Parámetros climáticos promedio de Finlandia             | Parámetros climáticos promedio de Finlandia | Parámetros climáticos promedio de Finlandia | Parámetros climáticos promedio de Finlandia | Parámetros climáticos promedio de Finlandia | Parámetros climáticos promedio de Finlandia | Parámetros climáticos promedio de Finlandia | Parámetros climáticos promedio de Finlandia | Parámetros climáticos promedio de Finlandia | Parámetros climáticos promedio de Finlandia | Parámetros climáticos promedio de Finlandia | Parámetros climáticos promedio de Finlandia | Parámetros climáticos promedio de Finlandia | Parámetros climáticos promedio de Finlandia |
| Mes                                                     | Ene.                                        | Feb.                                        | Mar.                                        | Abr.                                        | May.                                        | Jun.                                        | Jul.                                        | Ago.                                        | Sep.                                        | Oct.                                        | Nov.                                        | Dic.                                        | Anual                                       |
| ------------------------------------------------------- | ------------------------------------------- | ------------------------------------------- | ------------------------------------------- | ------------------------------------------- | ------------------------------------------- | ------------------------------------------- | ------------------------------------------- | ------------------------------------------- | ------------------------------------------- | ------------------------------------------- | ------------------------------------------- | ------------------------------------------- | ------------------------------------------- |
| Temp. máx. abs. (°C)                                    | 10.9                                        | 11.8                                        | 17.5                                        | 25.5                                        | 31.0                                        | 33.8                                        | 37.2                                        | 33.8                                        | 28.8                                        | 19.4                                        | 14.3                                        | 11.3                                        | 37.2                                        |
| Temp. mín. abs. (°C)                                    | -51.5                                       | -49.0                                       | -44.3                                       | -36.0                                       | -24.6                                       | -7.0                                        | -5.0                                        | -10.8                                       | -18.7                                       | -31.8                                       | -42.0                                       | -47.0                                       | -51.5                                       |
| Fuente: http://ilmatieteenlaitos.fi/lampotilaennatyksia |                                             |                                             |                                             |                                             |                                             |                                             |                                             |                                             |                                             |                                             |                                             |                                             |                                             |

Temperaturas más altas registradas para cada mes:
- Enero: +10.9 °C (6 de enero de 1973, Mariehamn, Åland)
- Febrero: +11.8 °C (28 de febrero de 1943, Ilmala, Helsinki, Finlandia Meridional)
- Marzo: +17.5 °C (27 de marzo de 2007, Aeropuerto de Helsinki-Vantaa, Vantaa, Finlandia Meridional)
- Abril: +25.5 °C (27 de abril de 1921, Jyväskylä, Finlandia Central)
- Mayo: +31.0 °C (30-31 de mayo de 1995, Lapinjärvi, Finlandia Meridional)
- Junio: +33.8 °C (24 de junio de 1934, Ähtäri, Finlandia Central)
- Julio: +37.2 °C (29 de julio de 2010, Aeropuerto de Joensuu, Liperi, Eastern Finland)[3]
- Agosto: +33.8 °C (7 de agosto de 2010, Heinola, Finlandia Meridional y Puumala, Finlandia Oriental)[5]
- Septiembre: +28.8 °C (6 de septiembre de 1968, Rauma, Finland Occidental)
- Octubre: +19.4 °C (2 de octubre de 1985, Malmi, Helsinki, Finlandia Meridional)
- Noviembre: +14.1 °C (2 de noviembre de 1999, Mariehamn, Åland)
- Diciembre: +10.8 °C (6 de diciembre de 2006, Salo, Finlandia Meridional)

Temperaturas más bajas registradas para cada mes:
- Enero: −51.5 °C (28 de enero de 1999, Pokka, Kittilä, Laponia)
- Febrero: −49.0 °C (5 de febrero de 1912, Sodankylä, Laponia)
- Marzo: −44.3 °C (1 de marzo de 1971, Tuntsa, Salla, Laponia)
- Abril: −36.0 °C (9 de abril de 1912, Kuusamo, Ostrobotnia Septentrional)
- Mayo: −24.6 °C (1 de mayo de 1971, Enontekiö, Laponia)
- Junio: −7.0 °C (3 de junio de 1962, Laanila, Inari, Laponia)
- Julio: −5.0 °C (12 de julio de 1958, Kilpisjärvi, Enontekiö, Laponia)
- Agosto: −10.8 °C (26 de agosto de 1980, Naruska, Salla, Laponia)
- Septiembre: −18.7 °C (26 de septiembre de 1968, Sodankylä, Laponia)
- Octubre: −31.8 °C (25 de octubre de 1968, Sodankylä, Laponia)
- Noviembre: −42.0 °C (30 de noviembre de 1915, Sodankylä, Laponia)
- Diciembre: −47.0 °C (21 de diciembre de 1919, Pielisjärvi, Finlandia Oriental)